# Старая Александровка (Житомирская область)
Ста́рая Алекса́ндровка (укр. Стара Олександрівка) — село на Украине, находится в Пулинском районе Житомирской области.
Код КОАТУУ — 1825486204. Население по переписи 2001 года составляет 470 человек. Почтовый индекс — 12044. Телефонный код — 4131. Занимает площадь 2,202 км².

## Адрес местного совета
12022, Житомирская область, Пулинский р-н, с. Ялыновка, ул. Первого Мая, 1